# Rediviva intermedia
Rediviva intermedia är en biart som beskrevs av John Whitehead och Steiner 2001. Rediviva intermedia ingår i släktet Rediviva och familjen sommarbin. Inga underarter finns listade i Catalogue of Life.